# Too Far Gone (The Walking Dead)
«Demasiado Lejos» —título original en inglés: «Too Far Gone»— es el octavo episodio de la cuarta temporada de la serie de Terror posapocalíptica The Walking Dead. Se transmitió originalmente en Estados Unidos el 1 de diciembre de 2013 por la canal AMC. Fue transmitido en España el 2 de diciembre y en Hispanoamérica el 3 de diciembre de 2013 ambos por FOX. El episodio marca el final de la primera parte de la cuarta temporada, los episodios restantes serían retransmitidos a partir del 9 de febrero de 2014
El episodio comparte nombre con el decimotercer volumen del cómic. En el episodio, Rick y el resto del grupo de la prisión enfrentan al inminente peligro que el Gobernador trae consigo. Este es también el último episodio donde actúan tanto Scott Wilson como David Morrissey
Aunque el episodio refleja los acontecimientos del octavo volumen de la serie de cómics, "Made to Suffer", en este episodio, la comunidad de la prisión se está recuperando lentamente de la enfermedad. Rick (Andrew Lincoln) y el resto del grupo en la prisión se enfrentan a un peligro inminente como El Gobernador (David Morrissey) y sus fuerzas de repente se cierran en la prisión. Hershel Greene y Michonne están cautivos, ya que el Gobernador exige que se apoderen de la prisión, a pesar de los deseos del grupo de quedarse.
Este episodio marca la conclusión del arco de la historia de la prisión en la serie de televisión, así como el conflicto con El Gobernador, que había comenzado en la tercera temporada. Cuenta con la mayoría de las muertes de personajes y apariciones finales (se detalla a continuación).
Los comentaristas elogiaron el episodio, mientras que muchos elogiaron particularmente el final culminante, las muertes, la demolición de la prisión y las actuaciones, particularmente de Andrew Lincoln, David Morrissey y Scott Wilson. Además de sus críticas positivas, el episodio también vio un aumento en las calificaciones del episodio anterior, con 12.05 millones de televidentes viendo su emisión original.

## Trama
Después de capturar a Michonne (Danai Gurira) y Hershel Greene (Scott Wilson), El Gobernador (David Morrissey) convence a su campamento para ayudarlo a tomar la prisión. Lilly Chambler (Audrey Marie Anderson), sin embargo, no está convencida, pero el Gobernador le asegura que su familia estará a salvo. Mientras Michonne está desafiante, Hershel trata de convencer al Gobernador acerca de una convivencia en la comunidad penitenciaria, pero este rechaza la propuesta de Hershel y no accede en que los dos grupos coexistan pacíficamente. Se despide de Meghan (Meyrick Murphy) antes de dejarla a ella y a Lilly cerca de la orilla del río, donde Meghan es atacada por un caminante y comienza a sucumbir ante la infección.
En la prisión, los enfermos restantes se están recuperando. Daryl Dixon (Norman Reedus) está molesto con Rick (Andrew Lincoln) por exiliar a Carol después de enterarse de que mató a Karen y David y los dos deciden contarle a Tyreese (Chad L. Coleman) sobre su participación en los asesinatos. Tyreese descubre un conejo disecado y cree que quien lo hizo fue el mismo asesino. Rick le dice lo contrario, pero antes de que pueda explicarlo, los tres oyen una gran explosión que indica la llegada del Gobernador.
Mientras Daryl formula un plan de escape, el Gobernador le da a Rick un ultimátum para abandonar la prisión o ser asesinados todos, usando a Michonne y Hershel como rehenes. Rick intenta razonar con El Gobernador, quien se frustra y sostiene la katana de Michonne en el cuello de Hershel. Rick hace un llamamiento a la milicia diciendo que no todos están muy lejos y que aún podrían vivir juntos pacíficamente y resolver sus diferencias, haciéndose eco de las declaraciones de Hershel, Hershel sonriente ante el buen acto de Rick. El Gobernador llama a Rick un mentiroso y balancea la espada de Michonne en el cuello de Hershel, decapitándolo parcialmente y provocando que Rick y los habitantes de la prisión abran fuego. Michonne, aprovechando la situación, rueda y se desata. Hershel gravemente herido intenta escabullirse, pero el Gobernador lo atrapa y lo golpea repetidamente con la espada, cortándole la cabeza y matándolo en el acto. Lilly, que es testigo de la ejecución, llega a la prisión con el cuerpo inerte de Meghan. El Gobernador la toma en sus brazos y le dispara fríamente en la cabeza. Con Meghan muerta y su familia que ya no confía en él, no tiene ningún uso para la prisión y él ordena a su milicia que destruya las vallas y mate a todos los habitantes de la prisión, mediante el uso de un tanque militar.
Mitch (Kirk Acevedo) destruye las vallas con su tanque, dejando la prisión vulnerable y la milicia se infiltra en la prisión. Rick embosca al Gobernador y los dos luchan en una pelea a puñetazos. Con los agujeros del tanque en la prisión, los habitantes comienzan a abordar el autobús de evacuación. Maggie (Lauren Cohan) lleva a un enfermo Glenn (Steven Yeun) a bordo del autobús, pero se va rápidamente para encontrar a Beth (Emily Kinney), quien se fue a buscar a Judith. Maggie, Sasha (Sonequa Martin-Green) y Bob Stookey (Lawrence Gilliard Jr.) huyen de la prisión después de que el autobús arranque a un rumbo desconocido y Bob recibe un disparo en el hombro. Tara (Alanna Masterson), sacudida por los disparos, sale corriendo asustada ante el asesinato de Hershel. Cuando una gran cantidad de caminantes atraviesan las vallas caídas, Daryl logra abatir a varios atacantes con éxito usando a un caminante como camuflaje, Tyreese es arrinconado por Alisha (Juliana Harkavy) y otro soldado, pero ambos son asesinados por Lizzie (Brighton Sharbino) y Mika (Kyla Kenedy). Los niños luego corren hacia la prisión, con Tyreese siguiéndolos, diciéndoles que vayan por el otro lado. Daryl destruye el tanque lanzando una granada por el cañón del arma, luego mata a Mitch y huye de la prisión con Beth.
Mientras que la pelea de Rick y El Gobernador continua, El Gobernador tiene dominada la pelea y comienza a estrangular a Rick en el suelo cuando esta consiguiendo matarlo, aparece Michonne lo apuñala con su katana en la espalda y lo deja tirado en el suelo para morir. Michonne le dice a Rick que vaya a buscar a Judith, Rick y Carl (Chandler Riggs) encuentra solo a su portador de bebés vacío y ensangrentado. Un Carl devastado comienza a disparar repetidas veces a un caminante, Rick lo convence en salir de la prisión, padre e hijo salen cojeando de la prisión. Mientras tanto, el Gobernador agonizando en el campo rodeado de caminantes, entre ellos una reanimada Clara (Kerry Condon) se muda a la prisión. Lilly se acerca a un Gobernador agonizante y le dispara amargamente en la cabeza.
Carl y Rick se alejan de la prisión, observando cómo entran cientos de caminantes. Rick aparta a Carl y le dice: "No mires atrás, Carl. Sigue caminando".

## Producción
Este episodio marcó las últimas apariciones regulares de Scott Wilson (Hershel) y David Morrissey (El Gobernador), cuyos personajes fueron asesinados durante el último asalto a la prisión en el episodio. Sobre la decisión de matar a Hershel, Robert Kirkman explicó:

Era la brújula moral del grupo y siempre es bueno perder la brújula moral. Todo quedará claro cuando finalmente te demostremos la mitad posterior de la cuarta temporada. No fue suficiente para estos personajes perder la prisión. También tenían que sentir algún tipo de pérdida por algo importante y Hershel era esa cosa que era importante para todos y cada uno de los personajes, por lo que era más sensato sacarlo de la mesa y ver cómo afectaba a los personajes, lo cual ver cuando regresemos un poco. Así que hay muchas cosas interesantes por delante.

Kirkman admitió que fue difícil sacar a Wilson del elenco, a pesar de que inicialmente planeaba matar a Hershel al final de la segunda temporada, pero admitió que era una decisión necesaria para seguir con el programa:

He estado matando gente en The Walking Dead desde antes de que hubiera un programa de televisión. Nunca fue un gran problema, pero realmente me está empezando a afectar personalmente. Es difícil saber que iré al set el próximo año y Scott no estará allí. Eso es un poco jodido. Está llegando al punto en el que quiero estar en la habitación del escritor y ser como 'Ya sabes qué, no matemos a nadie'. No hagamos eso nunca más. Es bastante terrible, pero es lo que es. Tienes que matar gente para que funcione el programa.

Durante el clímax del episodio, El Gobernador está a punto de matar Rick Grimes (Andrew Lincoln) cuando el Gobernador es herido de muerte por Michonne (Danai Gurira) y luego un disparo en la cabeza por Lilly Chambler (Audrey Marie Anderson), quien por cierto también lo mata en los cómics. Kirkman explicó el motivo detrás de Lilly: la amante del Gobernador, que fue quien mató al Gobernador:

En ese momento, Lilly está muy enojada con El Gobernador porque en el episodio anterior dijo: "No hagamos esto". No tenemos que ir tras este otro lugar ". Y ella estaba muy en contra de todo lo que el Gobernador estaba haciendo y hasta cierto punto ni siquiera entendía por qué lo hacía porque no conocía esa ardiente venganza que estaba en el Gobernador o ese deseo de controlar y tener la prisión. Creo que El Gobernador en última instancia odiaba que hubiera este grupo que existía sin él y que posiblemente lo estaba haciendo mejor que él, y que lo estaba devorando. Así que definitivamente creo que en ese momento cuando ella le disparó, ella lo despreció bastante. Creo que hubo mucho odio detrás de esa bala.

## Recepción

### Audiencia
Tras su emisión original, «Too Far Gone» obtuvo 12.051 millones de espectadores y una calificación de 6.1 en los adultos de 18 a 49 años. Esta cifra fue superior a los 11.293 millones de televidentes de la semana anterior, y más de 0.4 veces la calificación demográfica de 18-49 de la semana pasada.

### Recepción crítica
Roth Cornet de IGN califició al episodio con un 9 sobre 10, alabando el episodio por las escenas de muerte y la batalla cerca del final, haciendo increíble el episodio, pero señalando que los dos episodios anteriores (que trataba de retorno del Gobernador) no eran la mejor manera de que los escritores llevaran hasta el final de mitad de temporada. SFX exclamó: " este es el tipo de televisión audaz, llena de acción que tiene que involuntariamente boqueando," ¡Wow! "Y" Woah!"
The A.V. Club calificó al episodio con una "B" comentando: "El gobernador parecía villano de una sola temporada. Él no fue lo suficientemente interesante al final como parte del reparto regular, pero tenía los suficientes recursos y armamentos que hiciera parecer que tomaría una temporada para tratar con él. A su vez, tomo una temporada y media, y el resultado final no es más que un satisfactorio final o un final más trágico. The AV Club fue más allá, "Cada pensamiento feliz tienes será quitado de ti y sufrirá por ello. Eso es el fino tema de una película de dos horas, o incluso de una novela, pero no de una serie en curso, Nos deja en una historia donde todo final es siempre el mismo. Cada situación, tarde o temprano, acabará mal... todo es para el valor de impacto, porque eso es todo lo que este espectáculo tiene ".
Alfred Joyner de la web magazine International Business Times dio al episodio una reseña positiva, diciendo que el episodio "nos dio el sangriento enfrentamiento que todos habíamos estado esperando, pero el resultado fue una conmoción dolorosa". un final de temporada impresionante, la violenta culminación de una temporada y la mitad de la tensión burbujeante entre Rick (Andrew Lincoln) y El Gobernador (David Morrissey). Al igual que en los episodios anteriores, algunos momentos fueron demasiado pronunciados (la pieza de ajedrez) sobre el terreno), pero al proporcionarnos una desgarradora despedida a Hershel (Scott Wilson), y un final catártico para el gobernador, tuvo éxito en muchos niveles. " También comentó sobre la efectividad de la muerte de Hershel, diciendo:" Pobre Hershel sirvió como el Ned Stark del episodio (para aquellos que han visto Game of Thrones), la voz sensata de la razón cuyos intentos de negociar una paz entre las dos partes resultan inútiles. Se podría decir que su número aumentó desde que él crio heroicamente a los enfermos en la prisión, pero ver su martirio a manos de la katana de Michonne (Danai Gurira) todavía se sentía como un cuchillo en el estómago. La brújula moral del espectáculo, él y Carol son los únicos dos personajes que realmente han crecido en los últimos episodios, y por esta razón su partida fue aún más dolorosa ".